# Urera chlorocarpa
Urera chlorocarpa är en nässelväxtart som beskrevs av Ignatz Urban. Urera chlorocarpa ingår i släktet Urera och familjen nässelväxter. Inga underarter finns listade i Catalogue of Life.